# 스에타케미나미촌
스에타케미나미촌(末武南村)은 야마구치현 쓰노군에 있던 촌이다. 

## 역사
- 1889년 4월 1일 - 정촌제 시행에 의해 3촌의 구역을 가지고 성립하였다.
- 1939년 11월 3일 - 구보촌, 구다마쓰정, 하나오카촌과 합병해 구다마쓰시가 성립, 동일 스에타케미나미촌은 폐지되었다.

## 교통

### 철도
촌역에 철도성 야나이선 (현 산요본선)이 통과하지만 역은 소재하지 않았다.

## 참고문헌
- 角川日本地名大辞典 35 山口県